# 伊頓威老
伊頓威老是加拿大安大略省多倫多怡陶碧谷的一個社區，位於中央核心區（central core）以西。伊頓威老被427號公路一分為二，社區主要位於登打士西街（Dundas Street West）以北和華富賓道（Rathburn Road）以南。伊頓威老主要由低密度住宅組成（主要於1950年代建於427號公路以東，以及於1960年代至1970年代建於427號公路以西）。社區的主要幹道上，如The West Mall、The East Mall及般咸圖道（Burnhamthorpe Road），包含租賃或共管的柏文大廈及聯排別墅。高華杜商場（Cloverdale Mall）就在附近，沿布魯亞西街（Bloor Street West）及登打士西街（Dundas Street West）有社區零售區。

## 歷史

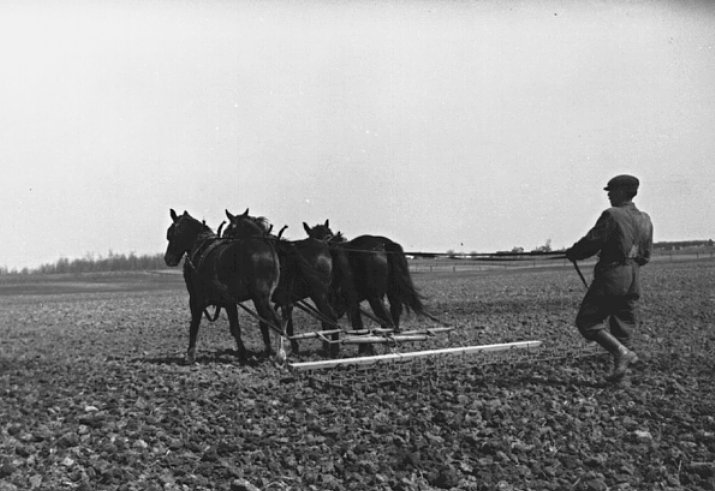
1922年在伊頓農場工作的農場工人。

伊頓威老最初是19世紀末由彼得·沙華（Peter Shaver）擁有的400英畝（1.6平方）的農場。該農場是伊頓百貨公司在1890年代購買的兩個農場之一（另一個位於安大略省的佐治鎮），為商店的食肆及藥局提供了可靠的牛奶供應。伊頓將一塊農田捐贈予當地小學，該小學被命名為「伊頓威老學校」（Eatonville School）以紀念其捐助人。學校的名稱令該地區也被稱作「伊頓威老」。
伊頓農場向伊頓百貨供應牛奶、家禽及蔬菜，直到1950年代它被出售並分拆用於地產發展。

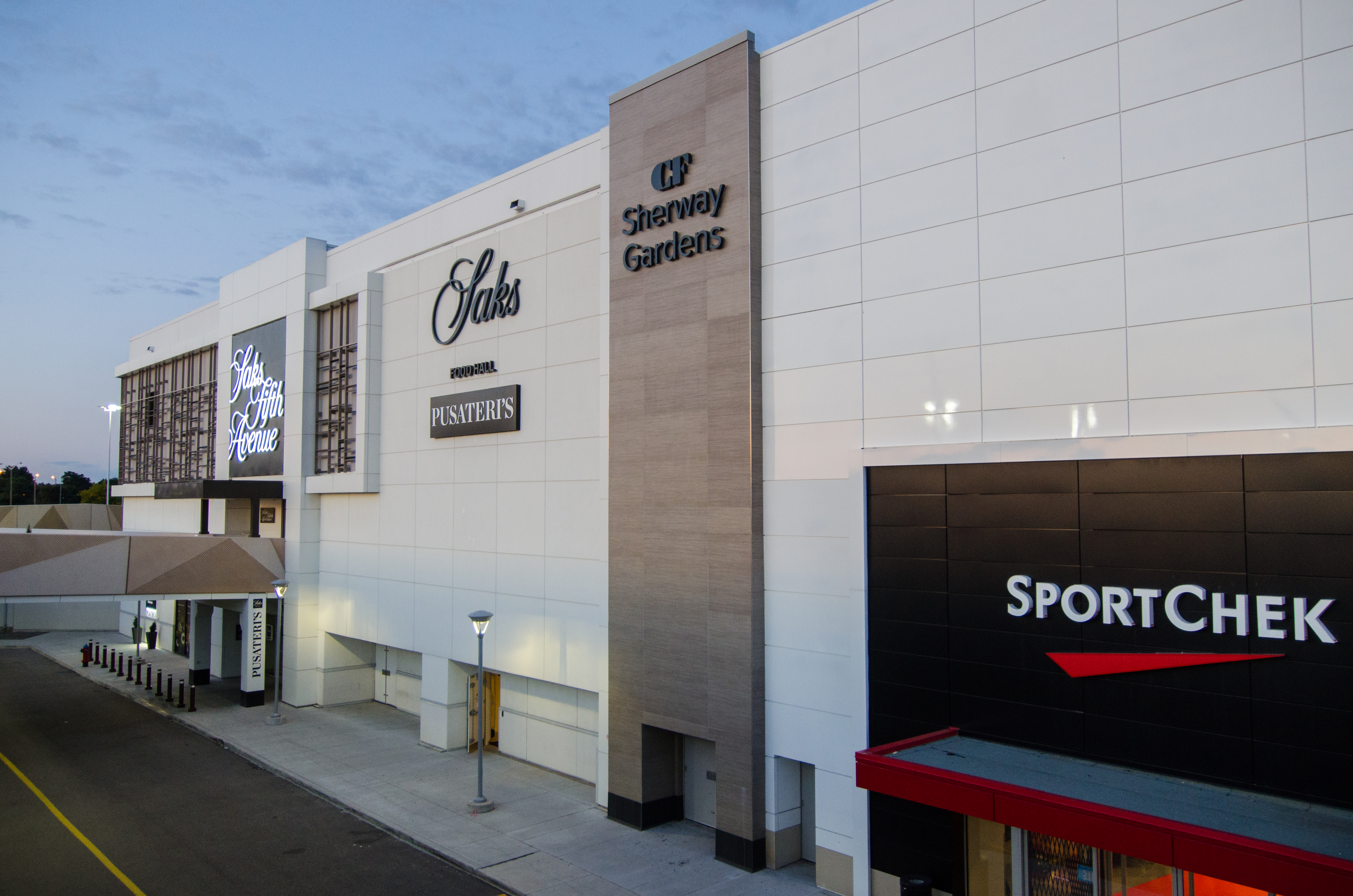
舍維花園（Sherway Gardens）是位於伊頓威老的零售購物中心。

現今，伊頓威老是怡陶碧谷市政中心（Etobicoke Civic Centre）的所在地，該中心曾經是前怡陶碧谷市的大會堂。該社區也是多倫多公共圖書館伊頓威老分館的所在地，該分館於2003年重建。沙華的住宅得以保留，並搬遷至The West Mall；其如今為當地的歷史博物館。
該地區曾經有第二個購物中心，距離高華杜商場（Cloverdale Mall）僅幾步之遙。夏尼杜商場（Honeydale Mall）現正重新開發中。

## 教育

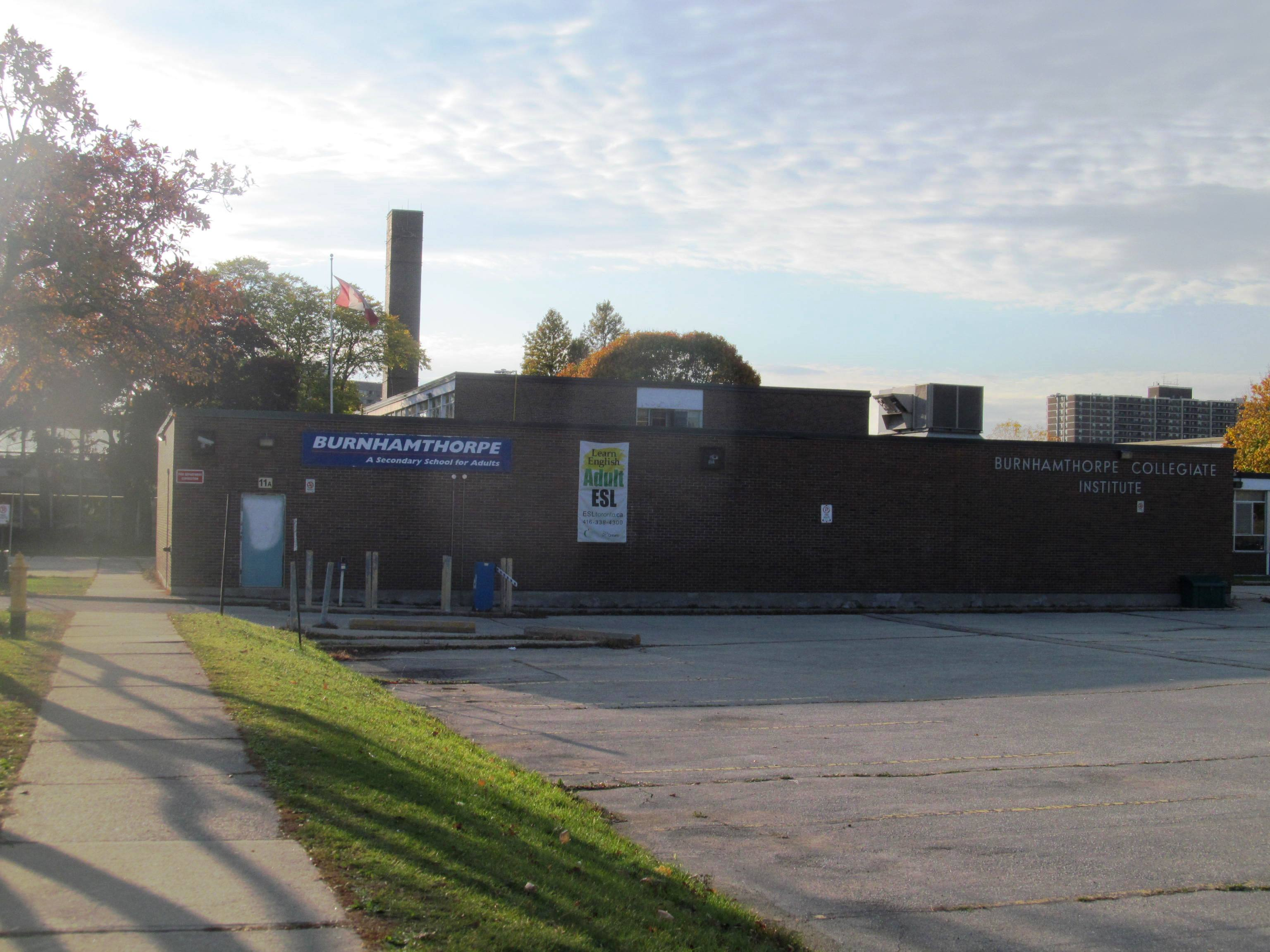
般咸圖書院（Burnhamthorpe Collegiate Institute）是一所位于該社區的中學。

- 廣畝初級學校（Broadacres Junior School） - 位於古倫頓徑45號（45 Crendon Drive）的公立小學，位於般咸圖道（Burnhamthorpe Road）以北及The West Mall以西。它於1959年10月在廣畝公園（Broadacres Park）建校，該區域是當地沙華（Shaver）家族歷史悠久的「蘋果林」（Applewood）農舍的所在地，與怡陶碧谷市政中心（即前怡陶碧谷大會堂）隔街相望。
- 布魯亞利中級學校（Bloorlea Middle School） - 一所公立中學，位於布魯亞西街4050號（4050 Bloor Street West），即布魯亞街（Bloor Street）夾The East Mall處，於1957年建校。
- 般咸圖書院（Burnhamthorpe Collegiate Institute） - 一所公立中學，位於500 The East Mall。
- 伊頓威老初級學校（Eatonville Junior School） - 一所公立小學，位於般咸圖道（Burnhamthorpe Road）以南，The West Mall以西。自1827年以來，該校一直位於現址，最初被稱為「沼澤學校」（Swamp School）。伊頓家族捐贈了這片土地作為原校址。現在的校舍建於1955年。1998年，學校的學生創造了一個時間囊，準備在建校200週年之際開啟。
- 西己連初級學校（West Glen Junior School）
- 域治活初級學校（Wedgewood Junior School）- 一所公立小學，位於般咸圖道（Burnhamthorpe Road）以南的天鵝路5號（5 Swan Avenue）。
- 聖依撒伯爾天主教學校（St. Elizabeth Catholic School）
- 奧利韋學校（Olivet School） - 一所私立小學，位於般咸圖道279號（279 Burnhamthorpe Road），即般咸圖道以北，The East Mall以東。它於1959年9月建校，至今仍在運作。

## 設施
- 怡陶碧谷市政中心
- 蘋果林沙華府（Applewood Shaver House）[1]
- 伊頓威老圖書館（Eatonville Library）[2]（建於1964年）
- 舍維花園
- 高華杜商場[3]
- 般咸圖商場（Burnhamthorpe Mall）
- 布魯亞杜廣場（Bloordale Plaza）
- 伊頓威老安老院（英语：Eatonville Care Centre）（在2019冠狀病毒病大流行期間許多院友不幸染疫逝世）[4]

### 教堂
- 聖雅各聯合教會（St James United Church）[5]
- 布魯亞杜聯合教會（Bloordale United Church）[6]
- 聯福浸信會教堂及墳場（Renforth Baptist Church & Cemetery）

## 外部連結
- Toronto Neighbourhoods: Eatonville （页面存档备份，存于）
- Etobicoke Historical Society - Eatonville
- Architecture & Urban Design Awards 2003: Eatonville Library